# Cleyde Yáconis
Cleyde Yáconis, nombre artístico de Cleyde Becker Iaconis (Pirassununga, 14 de noviembre de 1923 - São Paulo, 15 de abril de 2013), fue una actriz brasileña.

## Carrera
Comenzó su carrera en el Teatro Brasileño de Comedia (TBC) con su hermana, la también actriz Cacilda Becker. Tuvo un repertorio más variado e ilustre dramaturgia teatral nacional. Para Cleyde, siempre ha sido escuadrón normal interpretar personajes mayores que su edad, tal vez por su voz de contralto y sus funciones profesionales.
Participó activamente en producciones de teatro y de televisión, pero en el cine actuó muy poco en más de una carrera de medio siglo. Su último papel en televisión fue Dona Brigida Gouveia, en la telenovela de Silvio de Abreu, Passione, transmitido por Rede Globo. Entre sus trabajos en televisión, se destacan Mulheres de Areia, Os Inocentes, Gaivotas, Ninho da Serpente, Rainha da Sucata, Vamp y Torre de Babel.
El 29 de septiembre de 2009, el antiguo Teatro Cosipa Cultura pasó a llamarse "Teatro Cleyde Yaconis" en honor a la actriz que protagonizó la primera obra producida en la casa - El camino a La Meca.
En julio de 2010 se retiró de Passione por haberse roto el fémur. Volvió a las grabaciones el 12 de agosto. Debido a las complicaciones que tuvo en los implantes de la prótesis en el fémur, la actriz se mantuvo alejada de las grabaciones de la telenovela por lo menos 15 días.

## Muerte
El 15 de abril de 2013 murió en el Hospital Sirio Libanés, donde fue hospitalizada desde marzo.

## Filmografía

### Televisión
- 1966 - O amor tem cara de mulher - Vanessa (TV Tupi)
- 1967 - Éramos Seis - Dona Lola (TV Tupi)
- 1968 - A Muralha - bandeirante (participação) (TV Excelsior)
- 1968 - Os Diabólicos - Paula (TV Excelsior)
- 1969 - A menina do veleiro azul (TV Excelsior)
- 1969 - Vidas em conflito - Ana (TV Excelsior)
- 1970 - Mais Forte que o Ódio - Clô (TV Excelsior)
- 1973 - Mulheres de Areia - Clarita Assunção (TV Tupi)
- 1974 - Os Inocentes - Juliana (TV Tupi)
- 1975 - Ovelha Negra - Laura (TV Tupi)
- 1976 - O Julgamento - Mercedes (TV Tupi)
- 1976 - Um Dia, o Amor - Maria Eunice (TV Tupi)
- 1978 - Aritana - Elza (TV Tupi)
- 1979 - Gaivotas - Lídia (TV Tupi)
- 1980 - Um homem muito especial - Marta (Rede Bandeirantes)
- 1981 - Floradas na Serra - Dona Matilde (TV Cultura)
- 1981 - O fiel e a pedra (TV Cultura)
- 1981 - O vento do mar aberto - Clara (TV Cultura)
- 1982 - Campeão - Helena (Rede Bandeirantes)
- 1982 - Ninho da Serpente - Guilhermina Taques Penteado (Rede Bandeirantes)
- 1984 - Meus Filhos, Minha Vida - Adelaide (SBT)
- 1985 - Uma Esperança no Ar (SBT)
- 1990 - Rainha da Sucata - Isabelle de Bresson
- 1991 - Vamp - D. Virginia
- 1993 - Olho no Olho - D. Julieta
- 1993 - Sex Appeal - Cecília
- 1997 - Os Ossos do Barão - Melica Parente de Redon Pompeo e Taques (SBT)
- 1998 - Torre de Babel - Diolinda Falcão
- 2001 - As Filhas da Mãe - Dona Gorgo Gutiérrez
- 2004 - Um Só Coração - como ela mesma (participação)
- 2006 - Cidadão Brasileiro - Dona Joana Salles Jordão (Rede Record)
- 2007 - Eterna Magia - Dona Chiquinha (Francisca Finnegan)
- 2010 - Passione

### Películas
- Bodas de Papel (2008)
- Célia & Rosita (2000) (curta metragem)
- Jogo Duro (1985)
- Dora Doralina (1982)
- Parada 88 - O Limite de Alerta (1977)
- Beto Rockfeller (1970)
- A Madona de Cedro (1968)
- Na Senda do Crime (1954)

### Teatro
- Elas Não Gostam de Apanhar (2012)[3]
- O Caminho para Meca de Athol Fugard (2008)
- A Louca de Chaillot de Jean Giroudoux (2006)
- Cinema Eden de Marguerite Duras (2005)
- Longa Jornada Noite A Dentro de Eugene O'Neill (2002)
- Péricles, o Príncipe de Tiro de William Shakespeare (1995)
- As Filhas de Lúcifer de William Luce (1993) Mambembe de Melhor Atriz
- O Baile de Máscaras de Mauro Rasi (1991) Molière de Melhor Atriz
- A Cerimônia do Adeus de Mauro Rasi (1989)
- O Jardim das Cerejeiras de Anton Tchekov (1982)
- A Nonna (1980)
- Os Amantes de Harold Pinter (1978)
- A Capital Federal de Arthur Azevedo (productora) (1972)
- Medeia de Eurípedes (1970)
- Édipo Rei de Sófocles (1967)
- O Fardão de Bráulio Pedroso (1967)
- As Fúrias de Rafael Alberti (1966)
- Toda Nudez Será Castigada de Nelson Rodrigues (1965) Molière de Melhor Atriz
- Vereda da Salvação de Jorge Andrade (1964)
- Os Ossos do Barão de Jorge Andrade (1963)
- Yerma de Federico García Lorca (1962)
- A Morte do Caixeiro Viajante de Arthur Miller (1962)
- A Escada de Jorge Andrade (1961)
- A Semente de Gianfrancesco Guarnieri (1961)
- O Pagador de Promessas de Dias Gomes (1960)
- O Santo e a Porca de Ariano Suassuna (1958)
- A Rainha e os Rebeldes de Ugo Betti (1957)
- Eurydice de Jean Anouilh (1956)
- Maria Stuart de Friedrich Schiller (1955)
- Leonor de Mendonça de Gonçalves Dias (1954)
- Assim É (Se lhe Pareçe) de Luigi Pirandello (1953)
- Ralé de Máximo Gorki (1951)
- Seis Personagens a Procura de um Autor de Luigi Pirandello (1951)
- Pega-Fogo de Jules Renard (1950)
- O Anjo de Pedra de Tennessee Williams (1950)